# Juegos Olímpicos de Lake Placid 1932
Los Juegos Olímpicos de Lake Placid 1932, oficialmente conocidos como III Juegos Olímpicos de Invierno, fueron un evento multideportivo internacional celebrado en Lake Placid (Estados Unidos) entre el 4 y el 15 de febrero de 1932. Para esta edición, Montreal (Canadá) fue la única ciudad candidata no estadounidense; en total se presentaron ocho ciudades americanas de las cuales Lake Placid, Bear Mountain, Yosemite Valley, Lake Tahoe, Duluth, Mineápolis y Denver eran estadounidenses. La organización de estos juegos se vio empañada por la crisis económica de 1929. Participaron 252 atletas (231 hombres y 21 mujeres) de 17 países.

## Acontecimientos
- Edward Eagan (USA) gana la medalla de oro en la competición de bobsleigh luego de haber ganado una medalla de bronce en los juegos Olímpicos de Amberes 1920 como boxeador. Es el único atleta en lograr esta hazaña.
- Sonja Henie (Noruega) con solo 19 años, participa por tercera vez consecutiva en los Juegos Olímpicos de Invierno quedándose una vez más con la medalla de oro de la competición de patinaje artístico femenino.
- Se utilizan los podios por primera vez en la historia de las olimpiadas de invierno.

## Deportes
| - Bobsleigh - Combinada nórdica - Esquí de fondo - Hockey sobre hielo |  | - Patinaje artístico - Patinaje de velocidad - Saltos de esquí |

## Países participantes
Alemania, Austria, Bélgica, Canadá, Checoslovaquia, Estados Unidos, Finlandia, Francia, Hungría, Italia, Japón, Noruega, Polonia, Reino Unido, Rumania, Suecia y Suiza.

## Medallero
| Núm. | País           | Oro | Plata | Bronce | Total |
| ---- | -------------- | --- | ----- | ------ | ----- |
| 1    | Estados Unidos | 6   | 4     | 2      | 12    |
| 2    | Noruega        | 3   | 4     | 3      | 10    |
| 3    | Suecia         | 1   | 2     | 0      | 3     |
| 4    | Canadá         | 1   | 1     | 5      | 7     |
| 5    | Finlandia      | 1   | 1     | 1      | 3     |
| 6    | Austria        | 1   | 1     | 0      | 2     |
| 7    | Francia        | 1   | 0     | 0      | 1     |
| 8    | Suiza          | 0   | 1     | 0      | 1     |
| 9    | Alemania       | 0   | 0     | 2      | 2     |
| 10   | Hungría        | 0   | 0     | 1      | 1     |